# 本間正夫
本間 正夫（ほんま まさお、本名同じ、1953年8月28日 - ）は、日本の著作家、漫画原作者、なぞなぞ・パズル作家。
群馬県前橋市出身。血液型A型。 

## 人物・経歴
元『少年画報』編集長・金子一雄の経営する株式会社一道社へ10年3か月勤務。27歳時に会社解散後、KKベストセラーズへ2か月22日勤務。その間、少年マンガ誌、青年コミック誌、児童入門書、コミック単行本、ハウツー書等々の編集者を経て、1982年（昭和57年）からフリーの文筆業に。
なぞなぞ・クロスワード・パズル作成のほか、マンガの原作・シナリオ構成、ビジネス、スポーツ関連の取材構成等々、多岐に渡って執筆活動を続けている。
ライフワークは「野球」。
現在、草野球チーム「BEERS（ビヤーズ）」監督兼投手。
2006年6月、パズル作家・雅孝司から、著作権侵害（盗作）で訴えられる。2008年1月の判決で、東京地裁は「本間作品（単行本）『右脳を鍛える大人のパズル』他（いずれも主婦の友社・刊）が雅孝司作品を著作権侵害した」事実を認め、パズルにも著作権が存在することを確認する歴史的判決となった。敗訴した本間は控訴せず、この判決は確定した。主婦の友社も、該当書籍を絶版とした。

## 著作 マンガ原作
- つっぱり草野球1 （広岡球志・画 1982年、実業之日本社）
- つっぱり草野球2 （広岡球志・画 1983年、実業之日本社）
- つっぱり草野球3 （広岡球志・画 1983年、実業之日本社）
- 部長の愛人1 （愛川哲也・画 1984年、実業之日本社）
- 部長の愛人2 （愛川哲也・画 1984年、実業之日本社）
- 部長の愛人3 （愛川哲也・画 1985年、実業之日本社）
- 部長の愛人4 （愛川哲也・画 1985年、実業之日本社）
- 部長の愛人5 （愛川哲也・画 1985年、実業之日本社）
- 部長の愛人6 （愛川哲也・画 1985年、実業之日本社）
- 恋うらないラブアタック大作戦（河合秀和・画 1985年 西東社）
- Loveハンティング （ほしのちあき・画 1985年 大都社）
- 犯人は誰だ!? （広岡球志・画 1986年 講談社）
- スポーツ名勝負列伝 （原田久仁信・画 1992年、芳文社）
- プロ野球スーパースター列伝 （原田久仁信・画 1993年、竹書房）
- 制服の告白  （北野信・画 2000年、芳文社）
- 情婦（イロ） （成沢功・画 2001年、芳文社）

## 著作 スポーツ関連
- プロ野球まる見え面白ゼミナール（青年書館 1983年）
- 草野球を100％楽しむ本（松文館 1983年）
- おもしろ野球専科（松文館 1984年）
- ベースボール・ゲーム（西東社 1985年）
- 草野球便利ブック（東京三世社 1989年）
- 小学館の入門百科シリーズ『野球 打撃編』 1990年）
- 小学館の入門百科シリーズ『野球 投手編』 1990年）
- 小学館の入門百科シリーズ『野球 守備編』 1990年）
- 小学館の入門百科シリーズ『野球 ルール編』1990年）
- 野球の基本と練習法（西東社 1990年）
- マンガ『おもしろ野球ルールブック』（広岡球志・画 1995年）
- 草野球先手必勝読本（総和社 1996年）
- 草野球一発逆転読本（総和社 1996年）
- 草野球天下無敵読本（総和社 1996年）
- 草野球完全攻略読本（総和社 1996年）
- マンガ『ソフトボール入門』（小室しげ子・画 1996年）
- マンガ『バスケットボール入門』（高梨としみつ・画 1998年）
- マンガ『バレーボール入門』（小室しげ子・画 1998年）
- カルト野Qクイズ・怒涛の選手編（蒼馬社 1998年）
- カルト野Qクイズ・驚異の選手編（蒼馬社 1998年）
- 誰も知らなかった草野球の戦い方（旬報社 2000年）
- 幻想甲子園物語 （三天書房 2000年）
- 少年野球コーチング（西東社 2003年）
- 少年野球「基本と上達」のすべて（主婦の友社 2004年）
- 少年野球「レベルアップ」のすべて（主婦の友社 2005年）
- 少年野球「ルール」のすべて（主婦の友社 2006年）
- 絶対にうまくなる少年野球 投手・守備編（実業之日本社 2006年）
- 絶対にうまくなる少年野球 打撃・走塁編（実業之日本社 2006年）
- 少年野球「バッティング」のすべて（主婦の友社 2007年）
- 松坂大輔メジャーへの挑戦！（汐文社 2007年）
- 少年野球「コーチ術」のすべて（主婦の友社 2008年）
- 少年野球「バッテリー」のすべて（主婦の友社 2009年）
- DVDでマスター！軟式野球バッティングの基本（学習研究社 2009年）
- DVDでマスター！軟式野球ピッチングの基本（学習研究社 2009年）
- 勝つ！草野球（ベースボール・マガジン社 2010年）